# Alan Madoc Roberts
Alan Madoc Roberts FRS (Rugby, Warwickshire, 24 de agosto de 1941)  é um zoólogo britânico, professor emérito de zoologia da School of Biological Sciences da Universidade de Bristol.
Roberts foi eleito membro da Royal Society em 2015.